# Bernard Philippe
Bernard Philippe (ur. 4 października 1936 w Luksemburgu) – luksemburski zapaśnik walczący w stylu klasycznym. Olimpijczyk z Rzymu 1960, gdzie zajął 20. miejsce w kategorii 73 kg.

## Letnie Igrzyska Olimpijskie 1960
| Konkurencja          | Rundy eliminacyjne   | Rundy eliminacyjne   | Klas. końcowa |
| Konkurencja          | Przeciwnik I         | Przeciwnik II        | Miejsce       |
| -------------------- | -------------------- | -------------------- | ------------- |
| 73 kg styl klasyczny | Matti Laakso (FIN) P | Robert Clark (AUS) P | 20.           |